# Фродено, Ян
Ян Фродено (нем. Jan Frodeno; родился 18 августа 1981 года в Кёльне, Германия) — немецкий триатлет, олимпийский чемпион 2008 года, чемпион мира в гонке Ironman 2019, 2016 и 2015 годов.  Также является чемпионом мира в гонке Half Ironman 2015 и 2018 2019года. Единственный человек в мире, кто обладает обоими этими титулами.

## Карьера
Победа Фродено на Олимпийских играх 2008 в Пекине стала для всех сюрпризом, поскольку он не рассматривался в числе фаворитов гонки. В финишном створе он ускорился и обошёл олимпийского чемпиона 2000 года Саймона Уитфилда. Главный претендент на золото, чемпион мира 2008 года Хавьер Гомес, остался лишь четвёртым, в 20 секундах позади от Фродено. Эта олимпийская гонка состоялась 19 августа, на следующий день после 27-го дня рождения Яна.
После Олимпиады Фродено вошёл в элиту мирового триатлона, неизменно участвуя в распределении призовых мест на соревнованиях под эгидой Международного союза триатлона (ITU). В 2009 и 2010 годах он занял четвёртое место в абсолютном зачёте Мировой серии. Фродено был лидером очкового зачёта в 2010 году перед последним этапом, Гранд-финалом в Будапеште. Однако полученное в гонке повреждение позволило ему занять в ней лишь 41-е место, а титул чемпиона мира ушёл к Хавьеру Гомесу.
В 2012 году Фродено вновь вышел на олимпийскую трассу, однако успех Пекина повторить не получилось — на финише немецкий спортсмен был шестым. В следующем 2013 году Ян выиграл титул чемпиона мира в составе сборной Германии в дисциплине смешанная эстафета, после чего решил сосредоточиться на подготовке к состязаниям на более длинных дистанциях, требующих большей выносливости.
Первую гонку на дистанции Half Ironman (или Ironman 70.3) Фродено провёл в августе 2013 года в Висбадене, финишировав вторым в Ironman 70.3 European Championship. В январе 2014 года Фродено выигрывает гонку Asia-Pacific Ironman 70.3 в новозеландском Окленде.
На «железной» дистанции Ян дебютировал в июле 2014 года на Ironman European Championships во Франкфурте, заняв третье место. В октябре 2014 г. он впервые выступил на чемпионате мира Ironman на Гавайях, также финишировав третьим (вслед за соотечественником Себастьяном Кинли и американцем Беном Хоффманом).
2015 год становится поистине триумфальным для Фродено, отметившему в нём своё 34-летие. Первым серьёзным успехом стала победа 5 июля на Ironman European Championships во Франкфурте с новым рекордом трассы, в условиях экстремальной жары. 30 августа Ян становится чемпионом мира по Half Ironman, выиграв гонку в австрийском Целль-ам-Зе, в плотном соперничестве с победителями предыдущих лет Хавьером Гомесом (2014), Себастьяном Кинли (2012, 2013) и Михаэлем Ралертом (2009, 2010). И наконец, 10 октября Фродено безупречно провёл легендарную гонку на Каилуе-Коне и с результатом 8 часов 14 минут 40 секунд (отрыв от ближайшего преследователя более трёх минут) стал новым чемпионом мира Ironman. Немец стал первым триатлетом, сумевшим выиграть Олимпийские игры и звание чемпиона мира Ironman, а также первым кто выиграл в один год Ironman World Championship, Ironman European Championships и  Ironman 70.3 World Championship. Фродено признают лучшим спортсменом Германии 2015 года, и он становится первым триатлетом, удостоившимся такой чести.
Основной целью первой половины 2016 года для Фродено стало обновление мирового рекорда на «железной» дистанции. 19 июля 2016 г. Ян стартовал на Challenge Roth — той самой гонке, на которой его соотечественник Андреас Ралерт в 2011  г. установил действующий рекорд. С финишным временем 7:35:39 Фродено улучшил лучшее мировое достижение более чем на пять минут. В 2021 году "рекорд" побит без особой цели Lange, Patrick - 7:19:19. Не на 5, а на целых 16 минут.
| Дата            | Место | Соревнование               | Место проведения             | Результат | Примечание                                                                                  |
| --------------- | ----- | -------------------------- | ---------------------------- | --------- | ------------------------------------------------------------------------------------------- |
| 8 октября 2016  | 1     | Ironman World Championship | США, Каилуа-Кона             | 08:06:30  | Титул чемпиона мира                                                                         |
| 19 июля 2016    | 1     | Challenge Roth             | Германия, Рот                | 07:35:39  | Победа с установлением нового мирового рекорда по времени прохождения «железной» дистанции. |
| 21 мая 2016     | 2     | Ironman Lanzarote          | Испания, Пуэрто-дель-Кармен  | 08:44:38  |                                                                                             |
| 10 октября 2015 | 1     | Ironman World Championship | США, Каилуа-Кона             | 08:14:40  | Титул чемпиона мира                                                                         |
| 5 июля 2015     | 1     | Ironman Germany            | Германия, Франкфурт-на-Майне | 07:49:48  | Титул чемпиона Европы; установил новый рекорд трассы.                                       |
| 11 октября 2014 | 3     | Ironman World Championship | США, Каилуа-Кона             | 08:20:32  |                                                                                             |
| 6 июля 2014     | 3     | Ironman Germany            | Германия, Франкфурт-на-Майне | 08:07:05  | Первый старт на «железной» дистанции. Гонка является чемпионатом Европы Ironman             |

## Личная жизнь
Фродено женат на австралийке Эмме Сноусилл, которая также как и он является олимпийской чемпионкой 2008 года в триатлоне. Спортсмены начали встречаться летом 2010 года , а поженились осенью 2013 года. В феврале 2016 года у пары родился сын.